# Now (rete televisiva turca)
Now, conosciuta fino al 12 gennaio 2024 come Fox, è un'emittente televisiva turca di proprietà di The Walt Disney Company. È stata fondata il 24 febbraio 2007 sulla stessa frequenza dopo il trasferimento dei diritti di trasmissione di TGRT, la quale è la società di trasmissione di İhlas Yayın Holding. Dal luglio 2012 la rete trasmette in formato 16:9.

## Storia

Logo di Fox utilizzato fino al 12 gennaio 2024, in seguito alla denominazione in Now.

Il canale originariamente era TGRT (acronimo in turco di: Türkiye Gazetesi Radyo Televizyonu; tradotto in Turchia Giornale Radio Televisione) e ha iniziato le trasmissioni il 23 aprile 1993, sotto la proprietà di İhlas Holding. Tra il 2001 e il 2004, TGRT fu di proprietà del Tasarruf Mevduatı Sigorta Fonu prima di essere venduto nuovamente a İhlas Holding.
Il 23 luglio 2006, la News Corporation acquisì TGRT da İhlas Holding, e fu fondata da Ahmet Ertegün. Il canale fu successivamente ri-lanciato come Fox il 24 febbraio 2007.
David Parker Reid è stato il Direttore Generale di Fox Turchia tra il 2006 e il 2009. David Parker Reid, Hakan Etus, Koray Altinsoy, Doğan Şentürk hanno svolto un ruolo cruciale come dirigenti di alto livello nella creazione del canale Fox in Turchia. Dopo la partenza di David Parker Reid, Pietro Vicari è stato Direttore Generale dal 2009 al 2014. Il 26 novembre 2014, Adam Theiler è stato nominato Direttore Generale di Fox TV.

Logo in uso dal 12 febbraio 2024, in seguito alla denominazione da Fox a Now.

A causa della scadenza dei diritti sul nome della Disney per Fox, il canale ha cambiato nome in Star Channel e FX nei paesi in cui trasmette. Tuttavia, poiché in Turchia esiste già Star TV, il 24 gennaio 2024 è stato annunciato che si chiamerà Now a partire dal 12 febbraio dello stesso anno.

## Altre versioni

### Now HD
Now HD (conosciuto fino al 12 febbraio 2024 come Fox HD) è il canale ad alta definizione di Now, fondato il 1º luglio 2012 e trasmette contemporaneamente a Now.